# Општина Ненчулешти (Телеорман)
Ненчулешти (рум. Nenciuleşti) општина је у Румунији у округу Телеорман.
Oпштина се налази на надморској висини од 68 m.

## Становништво

### Хронологија
| Година       | 2004 | 2005 | 2006 | 2007 | 2008 | 2009 | 2010 | 2011 | 2012 | 2013 | 2014 | 2015 | 2016 | 2017 |
| ------------ | ---- | ---- | ---- | ---- | ---- | ---- | ---- | ---- | ---- | ---- | ---- | ---- | ---- | ---- |
| Становништво | 2453 | 2462 | 2444 | 2428 | 2432 | 2435 | 2431 | 2415 | 2407 | 2412 | 2395 | 2371 | 2362 | 2329 |